# كاتسومي أوتاكي
كاتسومي أوتاكي (باليابانية: 大滝 勝巳) (9 يونيو 1969 في شيزوكا في اليابان – )؛ هو لاعب كرة قدم سابق كان يلعب كحارس مرمى.

## وصلات خارجية
- كاتسومي أوتاكي على موقع عالم كرة القدم.نت (الإنجليزية)